# Comes Italiae
Il Comes Italiae era il comandante di truppe di comitatensi nella diocesi d'Italia. Suoi diretti superiori erano al tempo della Notitia dignitatum (nel 400 circa), sia il magister peditum praesentalis per le unità di fanteria, sia il magister equitum praesentalis per quelle di cavalleria.

## Elenco unità
Era a capo di ben 37 unità (o distaccamenti) di fanteria e 7 di cavalleria, come risulterebbe dalla Notitia dignitatum:
- 8 legioni palatinae (fanteria):[2] Ioviani seniores, Herculiani seniores, Divitenses seniores, Tungrecani seniores, Pannoniciani seniores, Moesiaci seniores, Octavani, Thebaei;
- 22 auxilia palatina (fanteria):[2] Cornuti seniores, Brachiati seniores, Petulantes seniores, Celtae seniores, Heruli seniores, Batavi seniores, Mattiaci seniores, Iovii seniores, Victores seniores, Cornuti iuniores, Leones iuniores, Exculcatores seniores, Grati, Sabini, Felices iuniores, Atecotti Honoriani iuniores, Brisigavi iuniores, Mauri Honoriani iuniores, Galli victores;
- 4 legioni comitatenses (fanteria):[2] Mattiarii iuniores, Septimani iuniores, Regii, Germaniciani, Placidi Valentinianici felices, Gratianenses iuniores, Marcomanni (forse identificabili con gli Honoriani Marcomanni seniores & iuniores);
- 3 Pseudocomitatenses (fanteria):[2] I Iulia (o I Alpina ?), III Iulia (o III Iulia Alpina ?), Pontinenses;
- 6 vexillationes palatinae (cavalleria):[2] Comites seniores, Equites promoti seniores, Equites brachiati seniores, Equites cornuti seniores, Comites Alani, Equites constantes Valentinianenses iuniores;
- 1 vexillatio comitatensis (cavalleria):[2] Equites Mauri feroces.

Erano, inoltre, sottoposte al controllo del Magister militum praesentalis, e forse allo stesso Comes Italiae anche le seguenti unità collegata alla flotta militare:
- Praefectus classis Venetum, ad Aquileia; Praefectus militum iuniorum Italicorum, a Ravenna insieame al Praefectus classis Ravennatium; Praefectus classis Comensis, Como; Praefectus classis Misenatium, Miseno.[3]

Potremmo, infine, aggiungere le unità di Sarmati, stanziate lungo tutta la penisola, fin dai tempi di Costantino I, e sottoposte a:
- un Praefectus Sarmatarum gentilium Apuliae et Calabriae; un Praefectus Sarmatarum gentilium per Brittios et Lucaniam; una serie di Praefectus Sarmatarum gentilium, le cui sedi erano a Foro Fuluiensi, Opittergii, Patavio, Cremona, Taurinis, Aquis presso Tertona, Novariae, Vercellis, nel Sannio, Bononiae in Aemilia, Quadratis et Eporizio, in Liguria a Pollentia.[3]

### Fonti primarie
- Notitia Dignitatum, Occ., I, VII e XLII.

### Fonti storiografiche moderne
- J.Rodríguez González, Historia de las legiones Romanas, Madrid, 2003.
- A.K.Goldsworthy, Storia completa dellesercito romano, Modena 2007. ISBN 978-88-7940-306-1
- Y.Le Bohec, Armi e guerrieri di Roma antica. Da Diocleziano alla caduta dell'impero, Roma 2008. ISBN 978-88-430-4677-5